# Coscinia delimbata
Coscinia delimbata är en fjärilsart som beskrevs av Edward Alfred Cockayne 1951. Coscinia delimbata ingår i släktet Coscinia och familjen björnspinnare. Inga underarter finns listade i Catalogue of Life.